# Perkin Warbeck
Perkin Warbeck (1474 - 23 de noviembre de 1499) fue un pretendiente al trono inglés durante el reinado de Enrique VII de Inglaterra. Afirmaba ser Ricardo de Shrewsbury, 1.er Duque de York, el hijo menor del rey Eduardo IV, desaparecido junto a su hermano Eduardo V en la Torre de Londres en 1483, pero era en realidad un flamenco nacido en Tournai en torno a 1474. En la leyenda popular La suerte de Perkin Warbeck se afirma que era hijo de Juan de Werbecque, oficial francés, y de Catalina de Faro.
Como la suerte corrida por Ricardo de Shrewsbury en la Torre de Londres no se conoce con certeza (aunque la mayoría de los historiadores creen que murió en 1483), la reclamación de Warbeck reunió algunos seguidores, bien debido a que creían que era su verdadera identidad, bien por el deseo de derrocar a Enrique y recuperar el trono. La contabilidad histórica menciona que Warbeck le costó a Enrique VII más de £13.000 (valor equivalente a £6,4 millones de 2007), presionando sobre su débil situación financiera.

## Reclamación al trono

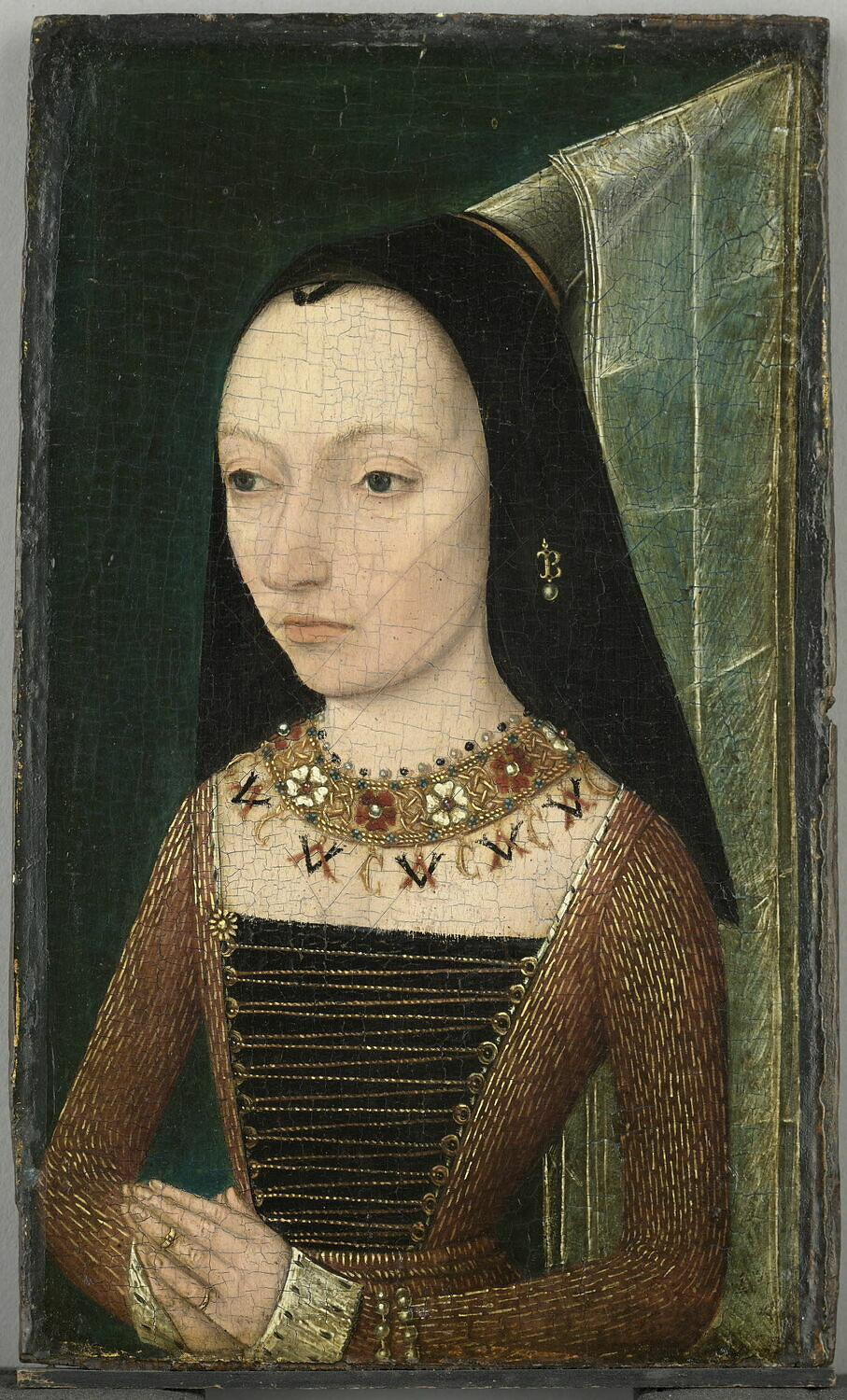
Margarita de York, valedora de Warbeck.

Warbeck reclamó el trono inglés por primera vez en la corte de Borgoña en 1490. En 1491 desembarcó en Irlanda con la esperanza de obtener apoyo a su reclamación, como Lambert Simnel consiguiera cuatro años antes. Sin embargo, poca ayuda encontró y se le obligó a regresar al continente europeo, donde su suerte cambió. Fue recibido por Carlos VIII de Francia (quien más tarde firmó el Tratado de Etaples acordando no asilar a los rebeldes y, por lo tanto, la expulsión de Warbeck) y fue reconocido oficialmente como Ricardo de Shrewsbury por Margarita de York, que era hermana de Eduardo IV y viuda de Carlos I, duque de Borgoña. No se sabe si conocía o no que era un fraude, pero ella le avaló en su camino hacia la corte de York. Enrique se quejó por la protección a Warbeck ante el archiduque Felipe, hijo de María de Borgoña, que había asumido el control de Borgoña en 1493 como duque consorte, pero el archiduque lo ignoró. Así que el monarca inglés impuso un embargo comercial a Borgoña, cortando sus importantes vínculos comerciales con Inglaterra. Warbeck también fue bien acogido por otros monarcas, y en 1493 asistió, invitado por Maximiliano I, al funeral de su padre, el emperador del Sacro Imperio Romano Germánico Federico III, celebrado en Viena, en donde fue reconocido como el rey Ricardo IV de Inglaterra. Warbeck también prometió que, si muriese antes de convertirse en rey, su "reclamación" recaería en Maximiliano.

## Primer desembarco en Inglaterra

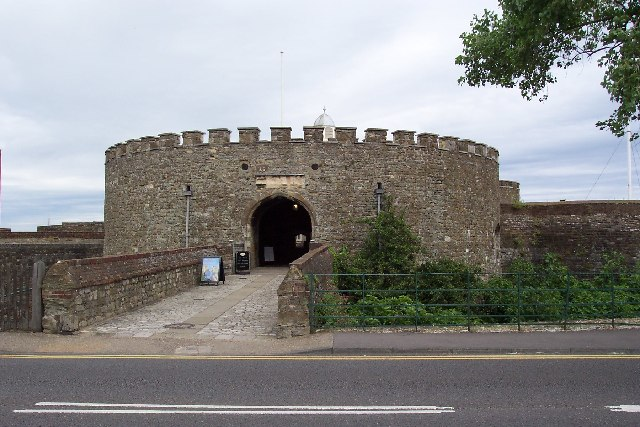
Castillo de Deal.

El 3 de julio de 1495, financiado por Margarita de York, Warbeck desembarcó en Deal (Kent) con la esperanza de encontrar apoyo popular. Enrique, a pesar de no tener autoridad sobre esta zona, envió una pequeña tropa y 150 seguidores del pretendiente fueron muertos antes de que éste desembarcase. Se vio obligado a retirarse de inmediato, esta vez a Irlanda. Allí encontró el apoyo del conde de Desmond y juntos asediaron Waterford, pero encontraron resistencia y huyó a Escocia, donde fue bien recibido por Jacobo IV de Escocia, que siempre aprovechaba cualquier oportunidad para molestar a Inglaterra. El rey Jacobo le permitió casarse con su propia prima, Lady Catalina Gordon (hija de George Gordon, II conde de Huntly, y nieta del rey Jacobo I).
En septiembre de 1496, Escocia lanzó un ataque sobre Inglaterra, pero se retiró rápidamente cuando el esperado apoyo de Northumberland no llegó a materializarse. Deseando deshacerse de Warbeck, Jacobo IV firmó el tratado de Ayton expulsando a Warbeck, que regresó a Waterford. Una vez más trató de poner sitio a la ciudad, pero esta vez su esfuerzo duró sólo once días antes de verse obligado a huir de Irlanda, perseguido por cuatro buques ingleses. Según algunas fuentes, solo le siguieron 120 hombres en dos barcos.

## Segundo desembarco en Cornualles

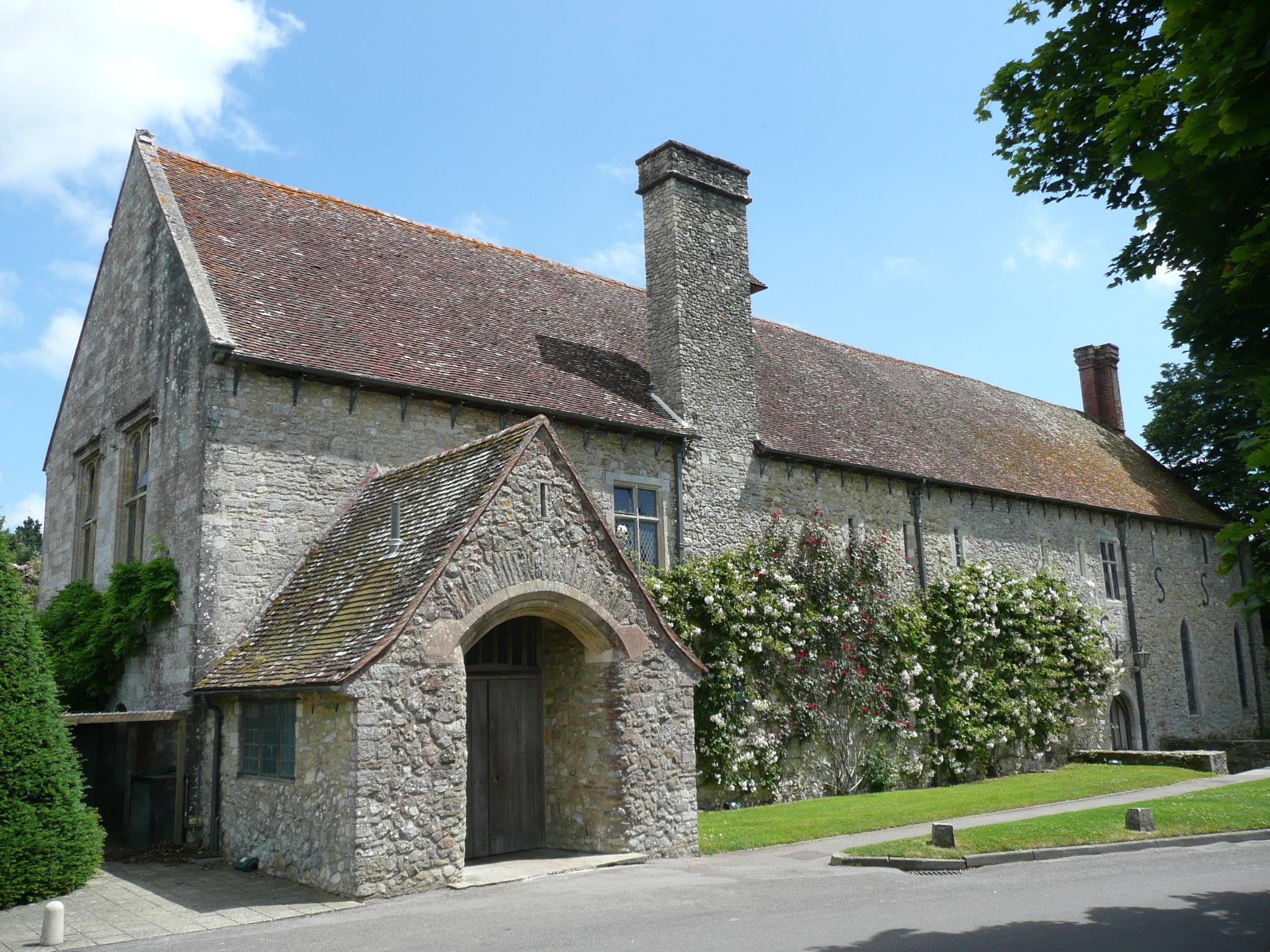
Abadía de Beaulieu.

El 7 de septiembre de 1497 Warbeck desembarcó en Whitesand Bay, cerca de Land's End, en Cornualles, con la esperanza de capitalizar el resentimiento del pueblo córnico tras su levantamiento tres meses antes debido a las recaudaciones abusivas impuestas por Inglaterra para financiar la guerra contra Escocia. Warbeck proclamó que iba a poner fin a esos impuestos, y fue acogido con gran satisfacción. Fue declarado "Ricardo IV" en Bodmin Moor y con un ejército de unos 6.000 córnicos tomó Exeter, antes de avanzar sobre Taunton, en Somerset. Enrique VII envió a su General en jefe, Lord Daubeney, para atacar a los córnicos y, cuando Warbeck se enteró de que las tropas inglesas se hallaban en Glastonbury, se acobardó y abandonó a su ejército. Warbeck fue capturado en la Abadía de Beaulieu (Hampshire), donde se rindió. Enrique VII tomó Taunton el 4 de octubre de 1497, en donde recibió la rendición del ejército córnico y donde los cabecillas fueron ejecutados y el resto duramente castigados. Ricardo fue encarcelado, primero en Taunton y a continuación en la Torre de Londres, donde llegó "desfilando por las calles a caballo en medio de las burlas y el escarnio de los ciudadanos".

## Prisión y muerte
Enrique VII llevó también a Londres a la esposa de Warbeck, Lady Catalina, que se había negado a abandonarle y permanecía en Cornualles. Recibida con la deferencia debida a su rango, Catalina se convirtió en camarera de la reina, y se le asignó una pensión de por vida.
Perkin Warbeck fue obligado en junio de 1498 a leer una confesión en público, en Westminster y en Cheapside. En la Torre se encontró con otro aspirante al trono, Eduardo Plantagenet, conde de Warwick, con quien trató de escapar en 1499. Capturado una vez más, el 23 de noviembre de 1499 Warbeck fue trasladado en una jaula desde la Torre a Tyburn, donde se dio lectura a su "confesión" y fue ahorcado. Eduardo Plantagenet fue decapitado en la Torre días después.

### Confesión
Enrique logró obtener del pretendiente la lectura de la confesión de que era Perkin Warbeck o Pierquin Wesbecque, hijo de un marino flamenco y nacido en Tournai en 1474. Según la confesión, había viajado a Portugal, donde, tal vez con la ayuda de personas poderosas, se transformó en Ricardo de York.
Aunque el documento original ha desaparecido, se conoce gracias a que Enrique VII envió copias de la confesión a diferentes cortes de Europa con el propósito de desmontar el derecho al trono de un inexistente Ricardo IV y reafirmar el propio.

## Apariencia
Parece ser que Perkin Warbeck se asemejaba a Eduardo IV, lo que ha dado lugar a especulaciones de que podría haber sido su hijo ilegítimo o al menos alguien con una verdadera relación con la Casa de York. Algunos historiadores incluso han llegado a afirmar que efectivamente Warbeck era Ricardo, Duque de York, aunque ese no es el consenso.

## Warbeck en la cultura popular
Warbeck posteriormente atrajo la atención de los escritores:
- El dramaturgo John Ford, reprodujo la historia en su obra Perkin Warbeck, en 1634.
- Mary Shelley, conocida por ser la autora de Frankenstein o el moderno Prometeo, escribió una novela sobre el tema de Warbeck, titulado La suerte de Perkin Warbeck: Un romance, publicada en Londres en 1830.
- Warbeck es el personaje central en They Have Their Dreams, una novela histórica de Philip Lindsay.
- Canal 4 y RDF Media produjeron un drama acerca de Perkin Warbeck para la televisión británica en 2005, Los príncipes de la Torre. Fue dirigida por Justin Hardy y protagonizada por Mark Umbers.
- La American Shakespeare Center (ASC) de Staunton, Virginia, ha producido una comedia titulada The Brats of Clarence. La obra realiza un seguimiento del camino emprendido desde la corte escocesa por Perkin Warbeck para reclamar su derecho de primogenitura como heredero al trono.
- Warbeck y su esposa son personajes de la novela The Crimson Crown de Edith Layton (1990). Lucas Lovat, un espía en la corte de Enrique VII, es el personaje principal, y una subparcela de la novela es su indecisión sobre Warbeck, en cuanto a si es o no el príncipe Ricardo.
- Los comediantes de Oxford Stewart Lee y Richard Herring hacen referencia a Warbeck y a Lambert Simnel en gran parte de su trabajo, tanto juntos como de forma individual.
- La historia de Perkin Warbeck es contada a través de los ojos de Gracia Plantagenet en The King's Grace, de Anne Smith (2009). Gracia, una hija ilegítima de Eduardo IV, intenta desentrañar el misterio que rodea al hombre que afirma ser su medio hermano Ricardo.

### Citas
1. ↑  Wroe: op. cit., pp. 148-151.
2. ↑  Cronología de Cornualles 1497
3. ↑  Payton: op. cit., pág. 121 y ss.
4. 1 2 3  Channel 4: Perkin Warbeck